# Serie Mundial de 2000
La Serie Mundial de 2000 enfrentó a los equipos de la ciudad de Nueva York, los dos veces campeones defensores New York Yankees y los New York Mets, con los Yankees ganando 4 juegos a 1 para conseguir su tercer campeonato consecutivo y su número 26 en hasta ese momento, ya que en el 2009 ganaron su Serie Mundial n.º 27. Para los Mets, significó su regreso al Clásico de Otoño desde haber ganado la Serie Mundial de 1986.
Los Yankees fueron el primer equipo en ganar tres campeonatos consecutivos desde que los Oakland Athletics ganaron de 1972–1974 (venciendo a los Mets en la Serie Mundial de 1973) y la primera franquicia en aparecer en tres Series Mundiales consecutivas desde los Athletics de 1988 a 1990.

## Resumen
AL New York Yankees (4) vs NL New York Mets (1)
| Juego | Marcador                                             | Fecha         | Lugar          | Público |
| ----- | ---------------------------------------------------- | ------------- | -------------- | ------- |
| 1     | New York Mets - 3, New York Yankees - 4 (12 innings) | 21 de octubre | Yankee Stadium | 55,913  |
| 2     | New York Mets - 5, New York Yankees - 6              | 22 de octubre | Yankee Stadium | 56,059  |
| 3     | New York Yankees - 2, New York Mets - 4              | 24 de octubre | Shea Stadium   | 55,299  |
| 4     | New York Yankees - 3, New York Mets - 2              | 25 de octubre | Shea Stadium   | 55,290  |
| 5     | New York Yankees - 4, New York Mets - 2              | 26 de octubre | Shea Stadium   | 55,292  |

|                                                           |
| Campeón de las Grandes Ligas New York Yankees 26.º título |